# 零式艦上戦闘機に関連する作品の一覧
零式艦上戦闘機に関連する作品の一覧（ぜろしきかんじょうせんとうきにかんれんするさくひんのいちらん）は、日本海軍を代表する戦闘機、零式艦上戦闘機（通称：ゼロ戦、零戦）が登場する作品の一覧である。
日本人に馴染みの深い戦闘機であるため、架空戦記や映画など、数多くのフィクションにも登場している。

## 開発・メカ
開発
- 堀越二郎・奥宮正武『零戦』（学研M文庫、2007年）ISBN 978-4-05-900501-8
- 堀越二郎『零戦の遺産 設計主務者が綴る名機の素顏』（光人社NF文庫、1995年）ISBN 4-7698-2086-0
- 小福田晧文『零戦開発物語 日本海軍戦闘機全機種の生涯』（光人社NF文庫、2003年新装版）ISBN 4-7698-2112-3
- 柳田邦男『零式戦闘機』

（文藝春秋、1977年）ISBN 4-16-334100-5
（文春文庫、1980年）ISBN 4-16-724001-7
- 森史朗『零戦の誕生』

（光人社、2003年）ISBN 4-7698-1082-2
（文春文庫、2005年）ISBN 4-16-767957-4
メカ
- 原勝洋 編『零戦秘録 零式艦上戦闘機取扱説明書 完全復刻資料・写真集』（KKベストセラーズ、2001年）ISBN 4-584-17084-3
- 雑誌『丸』編集部 編『軍用機メカ・シリーズ5 零戦』

（光人社保存版、1993年）ISBN 4-7698-0635-3
（光人社ハンディ判、1999年）ISBN 4-7698-0914-X
- 『航空ファン別冊No.53 零式艦上戦闘機 世界の有名戦闘機No.2』（文林堂、1990年）
- 『世界の傑作機No.55 零式艦上戦闘機11-21型』（文林堂、1998年）ISBN 4-89319-052-0
- 『世界の傑作機No.56 零式艦上戦闘機22-63型』（文林堂、1998年）ISBN 4-89319-053-9
- 『歴史群像太平洋戦史シリーズ12 零式艦上戦闘機 蒼穹を駆けた帝国海軍の名機「ゼロ戦」の真実』（学習研究社、1996年）ISBN 4-05-601262-8
- 『歴史群像太平洋戦史シリーズ33 零式艦上戦闘機2 最新の考証とCGで現出する不朽の名機の雄姿』（学習研究社、2001年）ISBN 4-05-602655-6
- 『歴史群像シリーズ 零戦パーフェクトガイド』（学習研究社、2003年）ISBN 4-05-603233-5
- 野原茂『零戦ウォッチング』（光人社、2005年）ISBN 4-7698-1236-1
- 野原茂『零戦六二型のすべて』（光人社、2005年）ISBN 4-7698-1257-4
- 『超精密「3D CG」シリーズ36 零戦　Zero Fighter』（双葉社、2007年）ISBN 978-4-575-47922-5
- 『丸』編集部 編『不滅の零戦 生きつづける名戦闘機』（光人社、2007年）ISBN 978-4-7698-1373-6
- 野原茂『世界の傑作機別冊 日本海軍零式艦上戦闘機 名機ゼロ戦を徹底分析する』（文林堂、2008年新装改訂版）ISBN 978-4-89319-168-7
- 『歴史群像シリーズ　太平洋航空大決戦 零式艦上戦闘機』（学研パブリッシング、2012年）ISBN 978-4-05-606585-5
- 『歴史人 別冊　BEST MOOK SERIES59 零戦の真実』（KKベストセラーズ、2012年）ISBN 978-4-584-20459-7

図面・写真集
- 海軍航空技術廠 編『零式艦上戦闘機図面集』（原書房、2000年新装版）ISBN 4-562-03307-X
- 『エアロ・ディテール 7 三菱零式艦上戦闘機』（大日本絵画、1993年）ISBN 4-499-22608-2
- 雑誌『丸』編集部 編『写真集 零戦』（光人社、1999年）ISBN 4-7698-0946-8
- 渡辺洋二『闘う零戦 隊員たちの写真集』（文藝春秋、2001年）ISBN 4-16-357570-7

## 通史
- 吉村昭『零式戦闘機』（新潮文庫、1988年改版）ISBN 4-10-111706-3
- 柳田邦男『零戦燃ゆ』飛翔篇・熱闘篇・渾身篇（単行本）、1-6（文庫本）
- マーチン・ケイディン 著：加登川幸太郎 訳：戸高一成 監修『零式艦上戦闘機 日本海軍の栄光』（並木書房、2000年）ISBN 4-89063-118-6
- 渡辺洋二『零戦戦史 進撃篇』（グリーンアロー出版社、2000年）ISBN 4-7663-3302-0
- 碇義朗『ゼロ戦 もっとも美しかった戦闘機、栄光と凋落』（光人社、2001年）ISBN 4-7698-1024-5
  - 碇義朗『本当にゼロ戦は名機だったのか もっとも美しかった戦闘機 栄光と凋落』（光人社NF文庫、2010年）ISBN 978-4-7698-2640-8 上著の改題文庫版。
- 野中寿雄 ほか『零式艦上戦闘機 奇跡の翼』（イカロス出版ミリタリー選書、2005年）ISBN 4-87149-641-4
- 『零戦 ゼロファイター 99の謎』（二見書房、2006年）ISBN 4-576-06123-2
- 『いざゆけ！ゼロ戦 最強の戦闘機、激闘の伝説 スーパー戦闘機で知る太平洋戦争 ゼロ戦は無敵だった！』（KKベストセラーズ、2007年）ISBN 978-4-584-16586-7
- クリエイティブ・スイート 編著『ゼロ戦の秘密 驚異の性能から伝説の名勝負まで』（PHP文庫、2009年）ISBN 978-4-569-67184-0
- 太平洋戦争研究会 編『「ゼロ戦」の秘密 これだけ読めばよくわかる』（世界文化社、2009年）ISBN 978-4-418-09226-0
- 清水政彦『零式艦上戦闘機』（新潮選書、2009年）ISBN 978-4-10-603646-0
- おちあい熊一 編著『零戦激闘伝説 謎101』（学研パブリッシング、2009年）ISBN 978-4-05-404375-6

## 戦記
回憶録・手記
- 横山保『あゝ零戦一代 零戦隊空戦始末記』（光人社NF文庫、2005年新装版）ISBN 4-7698-2040-2
- 岩本徹三『零戦撃墜王 空戦八年の記録』（光人社NF文庫、1994年新装版）ISBN 4-7698-2050-X
- 坂井三郎『坂井三郎空戦記録』
- 坂井三郎『大空のサムライ』正・続・戦話・完結篇
- 坂井三郎『零戦の真実』（講談社+α文庫、1996年）ISBN 4-06-256152-2
- 坂井三郎『零戦の運命』上、下（講談社+α文庫、2002年）上 ISBN 4-06-256611-7、下 ISBN 4-06-256612-5
- 坂井三郎『零戦の最期』（講談社+α文庫、2003年）ISBN 4-06-256806-3
- 小福田晧文『指揮官空戦記 ある零戦隊長のリポート』（光人社NF文庫、2004年新装版）ISBN 4-7698-2044-5
- 小高登貫『あゝ青春零戦隊 猛烈に生きた二十歳の青春』（光人社NF文庫、1993年、2010年新装版）ISBN 978-4-7698-2015-4
- 島川正明『サムライ零戦隊 島川飛曹長空戦記』（光人社NF文庫、1995年）ISBN 4-7698-2102-6
- 羽切松雄『大空の決戦 零戦搭乗員空戦録』（文春文庫、2000年）ISBN 4-16-717303-4
- 白浜芳次郎『最後の零戦』（学研M文庫、2000年）ISBN 4-05-901022-7
- 岩井勉『空母零戦隊』（文春文庫、2001年）ISBN 4-16-765624-8
- 角田和男『修羅の翼 零戦特攻隊員の真情』（光人社、2002年）ISBN 4-7698-1041-5
- 川崎浹『ある零戦パイロットの軌跡』（トランスビュー、2003年）ISBN 4-901510-17-7
- 土方敏夫『海軍予備学生零戦空戦記 ある十三期予備学生の太平洋戦争』（光人社、2004年）ISBN 4-7698-1208-6
- 杉野計雄『撃墜王の素顔 海軍戦闘機隊エースの回想』（光人社NF文庫、2008年）ISBN 978-4-7698-2355-1
- 今泉利光 述、久山忍 著『蒼空の航跡 元ゼロ戦パイロットが語る空戦と特攻の記録』（産經新聞出版、2009年）ISBN 978-4-8191-1060-0
- 吉田一『サムライ零戦記者 カメラが捉えた零戦隊秘話』（光人社NF文庫、1994年）ISBN 4-7698-2058-5

証言集
- 秋本実 編『伝承 零戦』1-3巻（光人社、1996年）
  - 1 ISBN 4-7698-0765-1、2 ISBN 4-7698-0766-X、3 ISBN 4-7698-0767-8
- 神立尚紀『零戦 最後の証言 海軍戦闘機と共に生きた男たちの肖像』（光人社、1999年）ISBN 4-7698-0938-7
- 神立尚紀『零戦 最後の証言II 大空に戦ったゼロファイターたちの風貌』（光人社、2000年）ISBN 4-7698-0965-4
- 零戦搭乘員会 編『零戦、かく戦えり！』（文春ネスコ、2004年）ISBN 4-89036-203-7
- 柳田邦男、豊田穣 ほか『零戦よもやま物語 零戦アラカルト』（光人社NF文庫、2003年）ISBN 4-7698-2072-0
- 本田稔 ほか『私はラバウルの撃墜王だった >証言・昭和の戦争』（光人社NF文庫、2004年新装版）ISBN 4-7698-2090-9
- 坂井三郎 ほか『零戦搭乗員空戦記 乱世を生きた男たちの哲学』（光人社NF文庫、2006年）ISBN 4-7698-2516-1

史話
- 牛島秀彦『真珠湾 二人だけの戦争』（旺文社文庫、1986年）ISBN 4-01-064389-7 ニイハウ島事件始末
  - 牛島秀彦『真珠湾の不時着機 二人だけの戦争』（河出文庫、1997年）ISBN 4-309-47345-8 上著の改題再版
- ジム・リアドン 著\漆島嗣治 訳『古賀一飛曹の零戦 太平洋戦争の流れを変えた一機』（枻出版社、1993年）ISBN 4-87099-050-4
- ヘンリー境田、碇義朗『最後のゼロファイター 日米のエースラバウル空戦始末』（光人社、1995年）ISBN 4-7698-0720-1
- 高城肇『六機の護衛戦闘機』（光人社NF文庫、1999年）ISBN 4-7698-2228-6 海軍甲事件の6人の護衛戦闘機パイロットとその後。『非情の空』併載。
- 秦郁彦 編『ゼロ戦20番勝負』（PHP文庫、1999年）ISBN 4-569-57301-0
- 可知晃『戦艦ミズーリに突入した零戦』（光人社、2005年）ISBN 4-7698-1245-0
- 辻俊彦『零戦 アメリカ人はどう見たか』（芸立出版、2007年）ISBN 978-4-87466-064-5
- 秦郁彦 編『これだけは知っておきたい ゼロ戦12の名勝負』（PHP研究所、2008年）ISBN 978-4-569-70058-8
- 神立尚紀『祖父たちの零戦』（講談社、2010年） ISBN 978-4-06-216302-6 進藤三郎少佐と鈴木實中佐

操縦
- 世良光弘『坂井三郎の零戦操縦』（並木書房、2009年増補版）ISBN 978-4-89063-242-8
- 青山智樹、こがしゅうと『零戦の操縦』（アスペクト、2009年）ISBN 978-4-7572-1734-8

## ドキュメンタリー
- ノスタルジック・ファイター 零式艦上戦闘機ゼロ（ソニー・ミュージックエンタテインメント）【1994年】
- 秘録・零戦/甦る栄光の翼（東宝）【1950年代】
- 昭和戦史 大空の勇者 零戦（ポニーキャニオン）
- 終戦記念戦記シリーズ『零戦』（JHV）
- 甦える零戦VS連合軍戦闘・爆撃機（ビクター）
- 世紀のドキュメント 栄光の零戦 -洋上に散った悲劇の翼-（サンユーフィルム・ジャパン）【1992年】
- PENTHOUSE HOBBY SERIES VOL.24『栄光の翼 第二次大戦の名機 零戦からグラマンまで』（日本コロムビア）
- NHKスペシャル『ドキュメント太平洋戦争』第三回「エレクトロニクスが戦を制す サイパン・マリアナ」（NHK）【1993年】
  - ビデオ版作品名: 文春ノンフィクションビデオ『シリーズ 太平洋戦争 失敗の研究』第3巻「エレクトロニクスが戦を制す サイパン・マリアナ」（文藝春秋）
- ETV特集 第105回「零戦ニ欠陥アリ」（NHK）【2005年】
- 映像の世紀 バタフライエフェクト 「零戦 その後の敗者の戦い」（NHK）【2023年】

## 実写映画

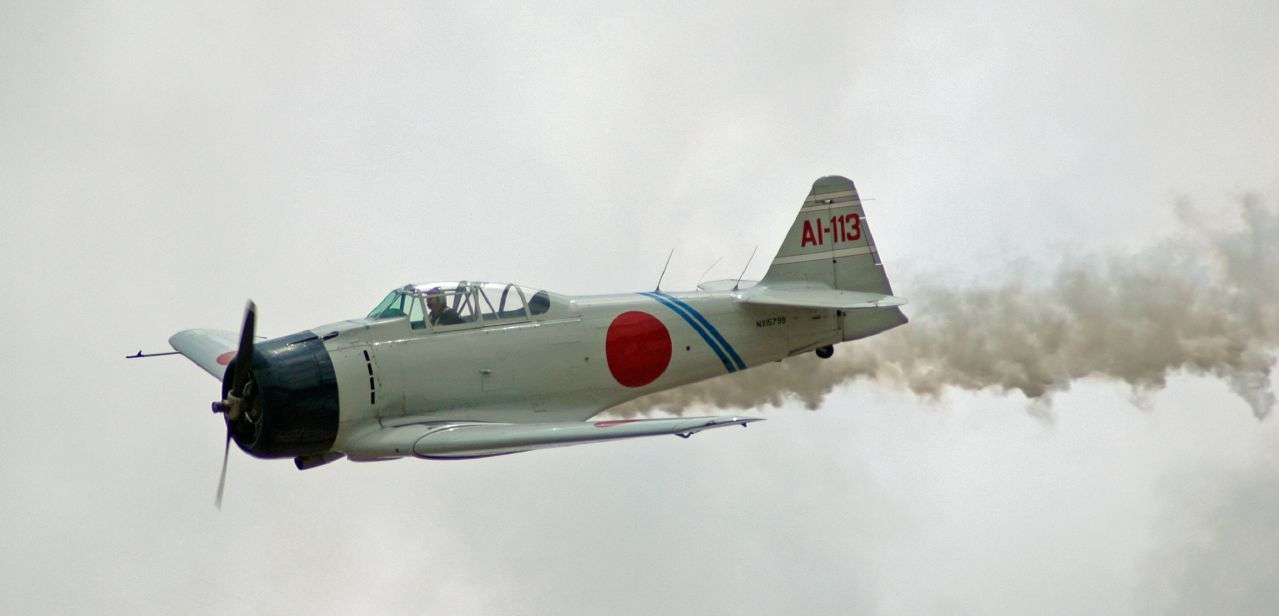
『トラ・トラ・トラ!』の撮影に使われたT-6 テキサンの改造機「テキサン・ゼロ」（2007年撮影）

第二次世界大戦を舞台とした映画で、数多くの作品に登場している。
『ハワイ・マレー沖海戦』（1942年）
海軍航空隊が撮影に協力している。
『雷撃隊出動』（1944年）
海軍航空隊が撮影に協力している。
『ゴジラシリーズ』
『ゴジラ』（1954年）
劇中には登場しないが、制作初期に作成されたイメージフォトではゴジラを攻撃する零戦がコラージュされている。
『ゴジラ-1.0』（2023年）
第六〇一海軍航空隊所属の五二型が登場。冒頭、主人公の敷島浩一が特攻に向かう途中で、機体不良と偽り不時着場に指定されていた大戸島に着陸する。その夜、島に上陸した呉爾羅を20mm機銃で攻撃しようとするが、敷島が恐怖で発砲出来なかったため、大戸島守備隊は全滅してしまい、さらに本機はゴジラによって破壊される。

『さらばラバウル』（1954年）
『ハワイ・ミッドウェイ大海空戦 太平洋の嵐』（1960年）
『零戦黒雲一家』（1962年）
『あゝ零戦』（1965年）
『ゼロ・ファイター 大空戦』（1966年）
『トラ・トラ・トラ!』（1970年）
撮影に使われたのは実機ではなくT-6 テキサンの改造機「テキサン・ゼロ」である。この機体は他の映画や航空ショーで使われている。
『大空のサムライ』（1976年）
『ミッドウェイ』（1976年）
『ファイナル・カウントダウン』（1980年）
実機ではなく、『トラ・トラ・トラ!』で先述した「テキサン・ゼロ」を使用。
『連合艦隊』（1981年）
『零戦燃ゆ』（1984年）
『太陽の帝国』（1987年）
『エイセス/大空の誓い』（1992年）
航空ショーで模擬空中戦を展示飛行する航空サーカス所有の動態保存機という設定。なぜかミサイル接近警報装置付きのレーダーを備えている。
『パール・ハーバー』（2001年）
『零 ゼロ』（2004年）
『プテロドン 零式戦闘機 vs 翼竜軍団』（2008年）
『永遠の0』（2013年）
終盤に主人公が二一型で米空母「タイコンデロガ」に特攻する。
『キングコング:髑髏島の巨神』（2017年）
冒頭に登場。南太平洋上空でP-51との空中戦の末に相討ちとなり、ともに髑髏島に墜落。その後、残骸はパイロットたちが島から脱出すべく製作した船「グレイ・フォックス号」の材料として用いられる。
『ミッドウェイ』（2019年）

## ニュース映画
『日本ニュース第99号 <凱歌高しインド洋>』
セイロン沖海戦全般を国民に向け報道するニュース映画で、空母「赤城」と思われる飛行甲板上で零戦の発艦作業および発艦シーンが撮影されている。NHKの戦争証言アーカイブスにて全編を無料視聴可能。

## DVD
『日本海軍艦艇集【下】』（2005年、コニービデオ発売、ASINB000A6K8AG）
過去にVHSで発売されていたもののDVD再発売版。日本海軍が撮影したフィルムのうち未公開のものを集めて解説を加えたもの。南太平洋海戦における「瑞鶴」が撮影されており、三二型の発艦シーンもある。なお、この零戦発艦シーン4秒が、JRAが2012年に放映したテレビCM「近代競馬150周年（60秒バージョン）」内にて使用されている。

## テレビドラマ
『ウルトラシリーズ』
『ウルトラQ』
第27話に登場。四次元空間に迷い込んだ超音速旅客機206便の乗客乗員が、空間内を探索中に残骸と遭遇する。
『ウルトラマン80』
第41話に登場。同話の主人公である少年が、戦後に残存した機体が展示されているイベントに訪れる。また、少年はその後加藤無線飛行機製の零戦のラジコンを購入するが、競技大会での飛行中に制御を失い、迷走を経てバレバドンに呑み込まれる。
『ゼロ戦黒雲隊』
『ゼロファイター』

## 小説
『永遠の0』
2013年に映画化（山崎貴監督）、2015年にテレビドラマ化（テレビ東京開局50周年特別企画）。
（太田出版、2006年）ISBN 4-7783-1026-8
（講談社文庫、2009年）ISBN 978-4-06-276413-1
『真珠湾ようそろ』
川又千秋の仮想戦記。ラバウルに残留していた日本軍将兵と空技廠職員らにより、廃機を継ぎ接ぎして再生した零戦が登場。現地指揮官の立案した「虎作戦」に使用するため、特設空母「南鷹」（元は架空の睦月型駆逐艦13番艦「峰月」を現地改造したもの）に2機が搭載される。一部の機体は複座化されている。
『ベルリン飛行指令』
望月三起也作画で漫画化。
『レイテ驀進1 逆襲の機動部隊』
マリアナ沖海戦にて、空母「千代田」から五二型が2機、爆戦仕様の二一型が14機、アメリカ海軍の第五八任務部隊を攻撃するため出撃する。しかし、第五八任務部隊のF6F-3 ワイルドキャット 63機による迎撃と艦艇による対空砲撃を受け、五二型が2機、二一型が13機撃墜される。だが、唯一生き残った二一型が空母「レキシントン」に特攻し、中破させる。その他、多数の架空戦記に登場する。

### ライトノベル
『ゼロの使い魔』
主人公の平賀才人が搭乗し、トリステイン王国へ侵攻したアルビオン軍の迎撃に向かい、敵軍の竜騎兵隊を撃退する。最終的に、ルイズが虚無の魔法を使い、アルビオン軍を撃退する。アニメ版では、零戦の機体がリアルに再現されており、空戦の模様が映像化されている他、OP映像にも登場する。墜落し、プロペラも曲がってしまうが、後に機体はプロペラを含め修復されている。燃料はガソリンだが、これは、作中の舞台となる世界で精製した物である。
『日本国召喚』
グラ・バルカス帝国の戦闘機として「アンタレス艦上戦闘機」の名称で登場。ワイバーンをはじめとする異世界のあらゆる航空戦力を圧倒する性能をみせるが、航空自衛隊のF-15J改戦闘機やF-2戦闘機には敵わなかった。また小説第3巻や外伝1巻などでは旧日本軍の本物の21型が登場する。
『蒼穹のローレライ』
尾上与一のボーイズラブ小説。太平洋戦争中期、一式陸攻でラバウルに向かう途中の主人公は敵の攻撃に遭うが、不思議な音を響かせて戦う一機の零戦に助けられる。

## 漫画・アニメ
『0戦あらし 完全版』（上 ISBN 4-7759-1063-9、下 ISBN 4-7759-1064-7）
『0戦仮面』（ISBN 4-7759-1102-3）
梶原一騎原作『空母島』を併録。
『0戦太郎』（1 ISBN 4-7759-1091-4、2 ISBN 4-7759-1092-2、3 ISBN 4-7759-1093-0、4 ISBN 4-7759-1094-9、5 ISBN 4-7759-1095-7、6 ISBN 4-7759-1096-5）
1-6巻に登場する。
『0戦はやと』
『ゼロの白鷹』
『アニメンタリー 決断』
『風立ちぬ』
零式艦上戦闘機の開発者である堀越二郎をモデルにした人物が主人公。原作である漫画とアニメ映画がある。
『艦隊これくしょん -艦これ-』
「赤城」「加賀」などの空母の艦娘が零戦の矢を放ち、その矢から二一型が数機登場する。
『ガンパパ島の零戦少女』
エンジン始動方法が詳細に描写されている。
『黄色い零戦 イエロー・ファイター』（ISBN 4-10-603001-2）
零戦開発実録コミック。
『荒野のコトブキ飛行隊』
21型、32型、52型が登場。
『こちら葛飾区亀有公園前派出所 THE MOVIE2 UFO襲来! トルネード大作戦!!』
二一型が登場。ハッピー殿山が経営する「ハッピー航空」に保管されている(殿山曰く日本軍の忘れ物)。中盤でヒロインのミーナが強奪し、ホノルル警察に連行される両津勘吉を救出後、中川コンツェルンのボーイング747にくっついて日本に向う。日本到着後は上野を破壊する「飛竜丸」に両津が乗り込むのに使用される。
『紺碧の艦隊』
機体の大部分を特殊木材製にした「木零戦」が登場する他、登場人物の前世回想および後世ハワイ攻撃に参加。
『ザ・コクピットシリーズ』
作中に度々登場する。OVA化もされた。
『戦場ロマン・シリーズ』
作中に度々登場する。なかでも第3巻の「幽霊戦闘機（ゴースト・ファイター）」ではバトル・オブ・ブリテンでドイツ空軍に供与された零戦が活躍する。
『新竹取物語 1000年女王』
原作での登場は僅かだが、それを原作としたアニメ映画『1000年女王』では主要キャラクターの雨森始が使用する機体として活躍する。
『ストライクウィッチーズ』
TVアニメ第1期で主人公の宮藤芳佳と坂本美緒のストライカーユニットとして登場。また、TVアニメ第2期では宮藤芳佳が第8話まで使用するほか、第2期8話では実機の21型も登場する。同シリーズのTVアニメ『ブレイブウィッチーズ』にも11型をモデルとした練習用ストライカーユニットおよび実機の21型が登場する。
『ゼロセン』
主人公、旭歳三の愛機として登場する。
『零戦 荒鷲の凱歌』（ISBN 978-4-05-607010-1）
『零戦激闘録 ゼロの系譜』（ISBN 978-4-05-607029-3）
『ゼロ戦行進曲 完全版』（上 ISBN 978-4-7759-1226-3、下 ISBN 978-4-7759-1227-0）
『零戦の記憶』（ISBN 978-4-05-607052-1）
『ゼロ戦マンガ戦史』（ISBN 978-4-87149-964-4）
『零戦遊撃隊 剣』（ISBN 4-418-03166-9）
『ゼロ戦レッド』（1 ISBN 4-253-06042-0、2 ISBN 4-253-06043-9）
1・2巻に登場する。
『戦空の魂 零式艦上戦闘機五四型 最後の零戦』（ISBN 4-08-106718-X）
『戦空の魂 零式艦上戦闘機 中部太平洋の決戦編』（ISBN 4-08-109022-X）
『戦空の魂 零式艦上戦闘機 零戦初陣編』（ISBN 4-08-109239-7）
『大空戦 水木しげる戦記選集』（ISBN 978-4-7767-9487-5）
『ドラえもん』
第14巻「ラジコン大海戦」に登場。ドラえもんとのび太が乗るラジコン戦艦大和に対して雷装を施したラジコン零戦が複数雷撃を行い撃沈する。
『ダムダム五郎 飛行機野郎』
主人公の愛機として登場する。
『夕やけ番長』
主人公赤城忠治が参加した番長王座決定戦の第四の競技「無一文で誰がもっとも短時間に東京から大阪を往復できるか」で、赤城は東京郊外のアメリカ空軍基地司令官を「零戦は現代のジェット戦闘機にも勝る最強戦闘機だ」と煽って、「ジェット戦闘機の進歩は零戦を過去の名機とした」と反論する司令官に、「それを証明するため、自分を乗せて東京と大阪を往復してみろ」とさらに煽り、それにのせられた司令官自ら操縦するジェット戦闘機に乗って、まんまと第四の競技をクリアした。

## ゲーム
第二次世界大戦を舞台としたシューティングゲームやウォー・シミュレーションゲームなどでプレイヤー機やユニットの一部として登場することが多い。
『Aces High』
『Aces of the Pacific』
『Air Warrior』
『Battlestations: Midway』
ハンガリー製のストラテジーゲーム。シミュレーションであるが操縦可能。
『Battlestations: Pacific』
メインビジュアル（表紙）を飾っている。
『IL-2 Sturmovik』
コンバットフライトシミュレータゲーム。『PACIFIC FIGHTERS』『1946』に操縦可能機体として登場。一一型・二一型・三二型・五二型（五二型・五二甲・五二乙・五二丙）・六二型・六三型が登場する。
『Microsoft Combat Flight Simulator 2』
「三菱 A6M2（二一型）」「三菱 A6M5（五二型）」をプレイヤー機として操縦できる（他に川西 N1K2-J 紫電改・グラマン F4F-4 ワイルドキャット・グラマン F6F-3 ヘルキャット・ロッキード P-38F ライトニング・ボート F4U-1A コルセアも操縦可能）。オリジナルのミッションが作成できること、自由度が高く航空機や兵器の追加も容易なことなどから人気を博した。日本側の考証にエース・パイロットの坂井三郎が起用された。
『Pacific Air War』
『R.U.S.E.』
日本の戦闘機として登場。
『WarBirds』
『War Thunder』
コンバットフライトシミュレーターゲーム。プレイヤーの操縦機体として一一型・二一型・二一型（米軍鹵獲機）・二一型(中華民国軍鹵獲機)・三二型・二二型・二二型甲・五二型・五二型甲・五二型乙・五二型丙・五三型丙(プレミアム報酬機)が登場する
『World of Warplanes』
日本ツリーのTierIV-TierVIまで登場。
TierIVにA6M十二試艦上戦闘機とA6M1一一型が登場、TierVにA6M2一一型とA6M2二一型とA6M3三二型（30mm搭載）が登場、TierVIにA6M5五二型とA6M5五二型甲が登場する。
『蒼の英雄』
『エースコンバットシリーズ』
『エースコンバットX2』『エースコンバット3D』『エースコンバット∞』においてプレイヤー機として操縦できる（他にF6F ヘルキャットも操縦可能）。武装が機銃と誘導性能のない特殊兵装しかなく、ミサイルは一切装備できない。さらに装甲は薄くジェット戦闘機に比べて速度も出ないが、機動性は極めて優秀。また、なぜかステルス性があり、レーダーに探知されにくいという特性を持つ。名称は「A6M5 ZERO」で、特にゲーム内では説明がないものの零戦五二型であることがわかる。特殊カラーは実際に零戦に塗装されていたものだが、五二型以外の塗装も採用されている。なお、ゲーム中のような兵装の搭載は実際には行うことができない。
『艦隊これくしょん -艦これ-』
二一型・二二型・三二型・五二型・五二型甲・五二型丙・五三型・六二型・六三型・六四型が登場。これらのうち六四型のみ、装備名が甲乙丙ではなく、六四型(複座KMX搭載機)・六四型(制空戦闘機仕様）・六四型(熟練爆戦)という独特のものになっている。六二型・六三型・六四型(複座KMX搭載機)・六四型(熟練爆戦)は爆戦と呼称される戦闘爆撃機仕様であり、システム上「艦上爆撃機」と扱われているが、対空戦闘能力が通常の艦爆よりも向上する。
また、二一型・三二型・五二型には熟練パイロットの操縦する二一型（熟練）・三二型（熟練）・五二型（熟練）がある。二一型には他に「付岩本小隊」仕様のものがあり、五二型甲（付岩本小隊）・五三型（岩本隊）へと発展する。五二型丙は六〇一空仕様のものと付岩井小隊のものがあり、六〇一空のものは烈風へ、付岩井小隊のものは六二型（岩井隊）へ発展する。なお、岩本・岩井両名は史実では飛行隊長に就任したことはなく、岩本隊の五二型甲および五三型、岩井隊の六二型はゲームオリジナル仕様である。支援システムである基地航空隊のみに配備可能な、局地戦闘機カテゴリーのものも存在し、二一型（台南空）・三二型（台南空）・二二型(二五一空)がこれに該当する。
この中で、六四型(複座KMX搭載機)のみは唯一、完全な架空の発展型かつ、戦闘爆撃機に分類されてはいるものの、対潜攻撃機寄りの性能となっている。
『艦つく』
二一型が四代目の艦上戦闘機として開発可能。また「祥鳳」の初期の艦上戦闘機や、「信濃」の初期の艦上戦闘機として搭載されている。名称は『零戦艦上戦闘機二一型』。
五一型は艦上戦闘機として特殊アイテムで購入可能。カラーリングがゲームオリジナルである。名称は『零戦艦上戦闘機五一型』。
六二型は艦上爆撃機として特殊アイテムで購入可能。艦上爆撃機なので戦闘はできない。(なので戦闘爆撃機ではない)名称は『零式艦上戦闘機六二型』。
『空戦』
『荒野のコトブキ飛行隊 大空のテイクオフガールズ！』
『コール オブ デューティ ワールド・アット・ウォー』
一部ミッションで登場し、フレッチャー級駆逐艦に特攻する。
『スカイデストロイヤー』
自機として登場する。
『ストライカーズ1945』
「零式艦上戦闘機52型」の名で自機のひとつとして登場。移動速度が劣悪でサブウェポンの攻撃範囲が狭いという欠点を持つが、フォーメーション攻撃の使い勝手が良く、全体的にはバランスが取れている。ボムの名前は「ゴッドウインド」（直訳して神風）。使用すると雷や暴風が吹き荒れる。何故かパイロットは竹槍で戦闘機を撃墜したという巫女、御神愛。後の『ストライカーズ1945Plus』にも参戦するが、性能は一新されている。
『ゼロパイロット 第三次世界大戦 1946』
二一型と二二型が登場する。
『ソニックウィングス3』
8種類選択可能な自機の1つとして航空忍者・緋炎が搭乗する五二型丙が登場する。サブウェポンは苦無を飛ばし、特殊武器は「科学忍法”火の鳥”」。
『バトルフィールドシリーズ』
『BF1942』
日本軍の戦闘機として登場する。
『BF1943』
日本海軍の戦闘機として登場する。
『BFBC2』
シングルプレイにのみ日本海軍の戦闘機として登場し、島を空爆するF4U コルセアを迎撃する。また、地上には整備中と思われる、主翼が取り外された機体が何機か存在する。
『BFV』
日本軍の戦闘機として、二一型と五ニ型が登場する。
『ヒーローズインザスカイ』
オンラインフライトシューティングゲーム。Lv12-68で乗れる日本の操縦可能機体として登場。二一型（Lv12）・三二型（Lv20）・五二型（Lv42）・五二丙型（Lv49）・五三型（Lv56）・五四型（Lv68）が登場する。

『零式艦上戦闘記』

## プラモデルや完成品など
人気の高い戦闘機であるため、ノンスケールのブリキのおもちゃをはじめ、日本、アメリカ、イギリスなどの各メーカーから多数のプラモデルや食玩、木製や金属のソリッドモデルや飛行可能な零戦玩具など多数が世界中で発売されている。過去にモデル化されていても入手が現在困難なスケールや製品も多い。プラモデルは特に種類が豊富で、設計者の堀越二郎が監修したハセガワの1/32スケールの五二型のプラモデルをはじめ、1/700から1/24まで豊富に販売されている。変わり種では金属製の1/16の雑誌型の大スケールキットが出版されている。

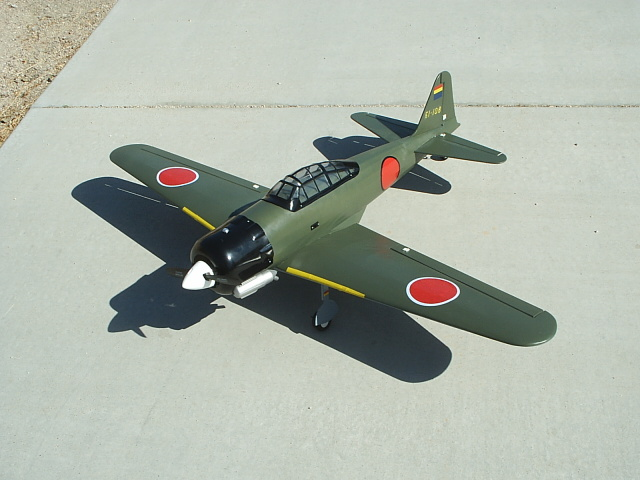
Raiden Tech Zero Fighter R/C model

### 関連書籍
復元機
- 佐藤亨『零戦の復元に向かって 零戦に魅せられた男達』（日本図書刊行会、1998年）ISBN 4-89039-622-5
- 藤森篤『零戦は、いまも世界の空を飛ぶ』（枻文庫、2006年）ISBN 4-7779-0586-1
- 『現存零戦図鑑 いまも世界の空を飛ぶ』（枻ムック大戦機シリーズ、2007年）ISBN 978-4-7779-0751-9 DVD付き
- 『現存零戦図鑑2』（枻ムック大戦機シリーズ、2008年）ISBN 978-4-7779-1104-2 DVD付き
- 藤森篤『21世紀の零戦』（枻文庫、2009年）ISBN 978-4-7779-1449-4

モデル製作
- 『Air Modelling Manual Vol.1 零戦編1』（ホビージャパン、2006年）ISBN 4-89425-486-7
- 『Air Modelling Manual Vol.2 零戦編2』（ホビージャパン、2007年）ISBN 978-4-89425-566-1
- 株式会社ハセガワ 監修『零戦プラモデルの作り方 10日で作る!!』（枻文庫、2008年）ISBN 978-4-7779-1194-3
- 『AEROモデリングガイド Vol.1 零式艦上戦闘機』（芸文社、2009年）ISBN 978-4-87465-981-6
- 『Air Modelling Manual Vol.6 零戦五二型』（ホビージャパン、2009年）ISBN 978-4-89425-938-6 SWEET製1/144零戦五二型丙キット付

代表な模型雑誌特集
- モデルアート社『モデルアート』
  - 1995年9月号 No.454 特集 零式艦上戦闘機 パート1
  - 1995年10月号 No.456 特集 零式艦上戦闘機 パート2
  - 2006年10月号 No.712 特集 零式艦上戦闘機二一型
  - 2007年5月号 No.725 特集 零式艦上戦闘機補完計画
  - 2008年11月号 No.760 特集 比較研究・零戦五二型
- 大日本絵画『モデルグラフィックス』
  - 2006年8月号 No.261 特集 ゼロ戦が作りたくなる本
  - 2007年11月号 No.276 特集 至高のゼロ・接触編
  - 2007年12月号 No.277 特集 至高のゼロ・発動編

Finemolds製 1/72 零戦二一型のインジェクションキットが付属。1機分のパーツが11月号と12月号に分割されて同梱。
  - 2009年6月号 No.295 特集 ザ・全工程 タミヤ1/48「零戦五二型」編
- 大日本絵画『スケールアヴィエーション』
  - 1998年8月号 Vol.3 特集 絶対零戦
  - 2009年1月号 Vol.65 特集 零戦三二型の真実 至高のゼロ第二弾

Finemolds製 1/72 零戦三二型のインジェクションキットが付属。